# Who Can I Be Now? (1974–1976)
Albums de David Bowie
Blackstar
(2016) Bowie Legacy
(2016)
Who Can I Be Now? (1974–1976) est un coffret de David Bowie sorti en septembre 2016 qui retrace la carrière du chanteur entre 1974 et 1976. Il fait suite au coffret Five Years (1969–1973), sorti en 2015. Il est édité au format CD (12 disques) et 33 tours (13 disques).

## Contenu
Le coffret comprend les trois albums studio publiés par David Bowie durant cette période :
- Diamond Dogs (1974) ;
- Young Americans (1975) ;
- Station to Station (1976).

Le double album en concert David Live, sorti en 1974, est présent dans deux versions qui diffèrent notamment par l'ordre des pistes :
- la version originale de 1974, remasterisée pour l'occasion ;
- la version de 2005, remixée par Tony Visconti, elle aussi remasterisée pour l'occasion (2 CD, mais 3 33 tours).

Le coffret comprend également deux disques parus pour la première fois dans le cadre de la réédition de luxe de l'album Station to Station en 2010 :
- la version de l'album remixée par Harry Maslin ;
- le double album en concert Live Nassau Coliseum '76.

Enfin, le coffret comprend deux disques inédits :
- The Gouster, une version préparatoire de Young Americans ;
- Re:Call 2, une compilation de chansons sorties en single à l'époque[2].

## Titres

### The Gouster
Toutes les chansons sont écrites et composées par David Bowie.
| No | Titre                                                                                                 | Durée |
| -- | --- | ----- |
| 1. | John, I'm Only Dancing (Again) (écartée de Young Americans, publiée en single en 1979)                | 7:01  |
| 2. | Somebody Up There Likes Me (version alternative inédite)                                              | 6:32  |
| 3. | It's Gonna Be Me (écartée de Young Americans, parue en bonus sur la réédition CD de l'album en 1991)  | 6:30  |
| 4. | Who Can I Be Now? (écartée de Young Americans, parue en bonus sur la réédition CD de l'album en 1991) | 4:42  |
| 5. | Can You Hear Me (version alternative inédite)                                                         | 5:24  |
| 6. | Young Americans (version identique à celle de l'album Young Americans)                                | 5:17  |
| 7. | Right (version alternative inédite)                                                                   | 4:40  |

### (Re:Call 2)
Toutes les chansons sont écrites et composées par David Bowie, sauf mention contraire.
| No  | Titre                                                         | Auteur                                  | Durée |
| --- | ------------------------------------------------------------- | --------------------------------------- | ----- |
| 1.  | Rebel Rebel (mix single)                                      |                                         | 4:23  |
| 2.  | Diamond Dogs (single paru en Australie)                       |                                         | 3:00  |
| 3.  | Rebel Rebel (single paru aux États-Unis)                      |                                         | 3:00  |
| 4.  | Rock 'n' Roll with Me (single promotionnel)                   |                                         | 3:29  |
| 5.  | Panic in Detroit (en concert, face B du single Knock on Wood) |                                         | 5:49  |
| 6.  | Young Americans (version single)                              |                                         | 3:17  |
| 7.  | Fame (version single)                                         | David Bowie, Carlos Alomar, John Lennon | 3:34  |
| 8.  | Golden Years (version single)                                 |                                         | 3:29  |
| 9.  | Station to Station (version single)                           |                                         | 3:41  |
| 10. | TVC 15 (version single)                                       |                                         | 3:36  |
| 11. | Stay (version single)                                         |                                         | 3:14  |
| 12. | Word on a Wing (version single)                               |                                         | 3:14  |
| 13. | John, I'm Only Dancing (Again)                                |                                         | 3:26  |